# James Pritchard
James Pritchard (ur. 21 lipca 1979 w Parkes) – kanadyjski rugbysta pochodzenia australijskiego grający na pozycjach skrzydłowego i obrońcy, reprezentant kraju zarówno w wersji piętnasto-, jak i siedmioosobowej, uczestnik pięciu Pucharów Świata.

## Kariera klubowa
Karierę sportową rozpoczął w klubach rugby league Parkes Spacemen i Parramatta Eels. W 1999 roku zmienił dyscyplinę na rugby union i związał się z klubem Randwick, gdzie występował do 2001 roku, w pierwszym sezonie w zespołach rezerw, z którymi dotarł do finałów rozgrywek, następnie w pierwszej drużynie. Jego największym sukcesem w tym okresie był triumf w Shute Shield w sezonie 2000, a indywidualnie wyróżnienie dla zawodnika czyniącego największe postępy. Dla klubu rozegrał jeszcze kilka spotkań w latach 2002 i 2004.
W 2001 roku przeniósł się do Europy podpisując kontrakt z Bedford Blues. W ramach przygotowań do Pucharu Świata 2003 zagrał w barwach Saskatchewan Prairie Fire w rozgrywkach Rugby Canada Super League 2003. Sezon 2004/2005 zawodnik spędził w Plymouth Albion, po czym podpisał jednoroczną umowę z francuskim USA Perpignan. Pod koniec 2005 roku został jednak zwolniony za niepoinformowanie klubu o przeprowadzonej w Anglii terapii, Pritchard w styczniu znalazł się natomiast w mającym problemy z kontuzjami zawodników ataku Northampton Saints. Po zakończeniu tego sezonu powrócił do Bedford przedłużając następnie kontrakty z ważnością ostatniego upływającego w 2016 roku. Na początku stycznia 2014 roku pobił liczący 2616 punktów rekord punktów zdobytych dla tego zespołu.

## Kariera reprezentacyjna
Do gry w kanadyjskiej kadrze kwalifikował się dzięki pochodzeniu dziadka z Saskatchewan i zadebiutował w niej w 2003 roku przeciwko New Zealand Māori. Jeszcze w tym samym roku zagrał w Pucharze Świata zaliczając dwa występy. W edycji 2007 wystąpił we wszystkich czterech spotkaniach, zaś po raz trzeci znalazł się w składzie w 2011 i tak jak cztery lata wcześniej zagrał w czterech meczach.
W czerwcu 2013 roku pobił rekord Garetha Reesa w liczbie zdobytych punktów w kanadyjskiej reprezentacji. W roku 2015 zagrał w barwach Barbarians, a po Pucharze Narodów Pacyfiku 2015 wypadł z kadry przygotowującej się do Pucharu Świata. Ostatecznie z uwagi na kontuzję Liama Underwooda znalazł się w składzie na ten turniej i wziął udział w jednym spotkaniu.
Do kadry rugby siedmioosobowego pierwsze powołanie otrzymał w sezonie 2008/2009 i wystąpił z nią w Pucharze Świata 2009.

## Varia
Ukończył organizowane przez Rugby Football Union kursy trenerskie i okazjonalnie wspomagał w tej roli Luton Rugby Club.